# Synchronic
Synchronic es una película de terror y ciencia ficción estadounidense de 2019 dirigida y producida por Justin Benson y Aaron Moorhead y escrita por Benson. Está protagonizada por Jamie Dornan y Anthony Mackie.
Tuvo su estreno mundial en el Festival Internacional de Cine de Toronto de 2019. Fue lanzada el 23 de octubre de 2020 por Well GO USA Entertainment.

## Argumento
Steve (Anthony Mackie) es un mujeriego y Dennis (Jamie Dornan) está casado y tiene dos hijos. Ambos son paramédicos, compañeros de trabajo y amigos. En un último turno, comienzan a encontrarse con una serie de personas muertas en un estado extraño. Después de explorar un poco, descubren que se relaciona con una nueva droga sintética llamada Synchronic.
Steve descubre que solo le quedan seis semanas de vida y decide comprar todo el Synchronic de la ciudad para proteger a los demás, pero descubre que la píldora permite viajar en el tiempo, por lo que decide ayudar a encontrar a Brianna (Ally Ioannides), la hija desaparecida de su compañero.
Steve narra cómo funciona la píldora con diferentes formas de ingestión, afectando a diferentes escalas de viajes en el tiempo, hasta que finalmente se sumerge en este extraño universo para tratar de descubrir qué le sucedió a Brianna.

## Reparto
- Jamie Dornan como Dennis.
- Anthony Mackie como Steve.
- Katie Aselton como Tara.
- Ally Ioannides como Brianna.
- Ramiz Monsef como Dr. Kermani.
- Bill Oberst Jr. como Hunchback Looter.
- Betsy Holt como Leah.

## Producción
En septiembre de 2018, se anunció que Jamie Dornan y Anthony Mackie se habían unido al elenco de la nueva película de Justin Benson y Aaron Moorhead.

## Lanzamiento
La película tuvo su estreno mundial en el Festival Internacional de Cine de Toronto el 7 de septiembre de 2019. Poco después, Well Go USA Entertainment adquirió los derechos de distribución de la película, anunciando su estreno en 2020. Se estrenó en cines en los Estados Unidos el 23 de octubre de 2020.
Synchronic fue lanzada en formato digital y vídeo on demand en los Estados Unidos el 12 de enero de 2021.

## Recepción
El sitio web del agregador de reseñas Rotten Tomatoes informó una calificación de aprobación del 81% de la cinta según 115 revisiones, con una calificación promedio de 7/10. El consenso de los críticos del sitio dice: «Synchronic emprende un viaje intrigantemente idiosincrásico que debería satisfacer a los fanáticos del trabajo anterior de Aaron Moorhead y Justin Benson». Metacritic informó un puntaje promedio ponderado de 66 sobre 100, basado en 19 críticas, lo que indica «críticas generalmente favorables».

## Premios y nominaciones
| Premio                                  | Categoría                                                | Nominado                     | Resultado | Ref(s) |
| --------------------------------------- | -------------------------------------------------------- | ---------------------------- | --------- | ------ |
| Festival de Cine de Sitges              | Mejor Película                                           | Synchronic                   | Nominado  | [ 11 ] |
| Tallinn Black Nights Film Festival      | Premio de la audiencia                                   | Justin Benson Aaron Moorhead | Nominado  | [ 12 ] |
| Festival Internacional de Cine de Miami | Premio Knight Marimbas                                   | Justin Benson Aaron Moorhead | Nominado  | [ 13 ] |
| Critics' Choice Super Awards            | Mejor Película de Fantasía/Ciencia Ficción               | Synchronic                   | Nominado  | [ 14 ] |
| Critics' Choice Super Awards            | Mejor actor en una película de fantasía/ciencia ficción  | Anthony Mackie               | Nominado  | [ 14 ] |
| Critics' Choice Super Awards            | Mejor actriz en una película de fantasía/ciencia ficción | Ally Ioannides               | Nominado  | [ 14 ] |